# Fiat 522
Fiat 522 – samochód osobowy produkowany przez włoski koncern motoryzacyjny Fiat w latach 1931–1933. 522 był bezpośrednim rozwinięciem poprzednich modeli Fiata, różnił się od nich nowym podwoziem oraz dostępnością krótszej wersji nadwoziowej. 
Samochód wyposażony był w sześciocylindrowy silnik rzędowy o pojemności 2516 cm³ o deklarowanej mocy maksymalnej wynoszącej 52 hp. Napęd przenoszony był poprzez czterobiegową, całkowicie zsynchronizowaną manualną skrzynię biegów. Dostępna była także ulepszona wersja 522CSS, silnik osiągał w niej wyższy stopień sprężania oraz zastosowano w nim podwójne gaźniki.
Łącznie powstało ponad 6000 egzemplarzy modelu 522.

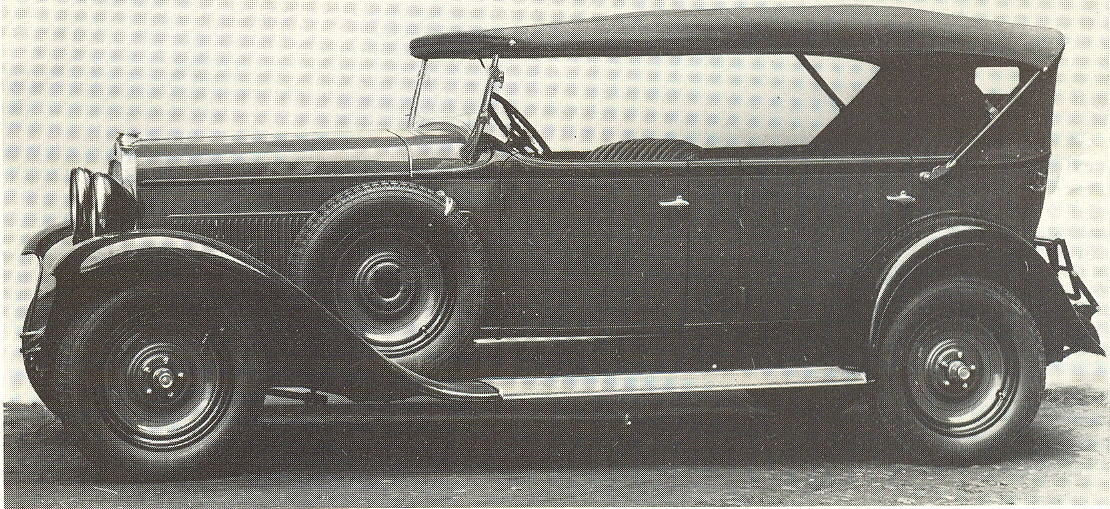
Fiat 522 L Torpedo 1931
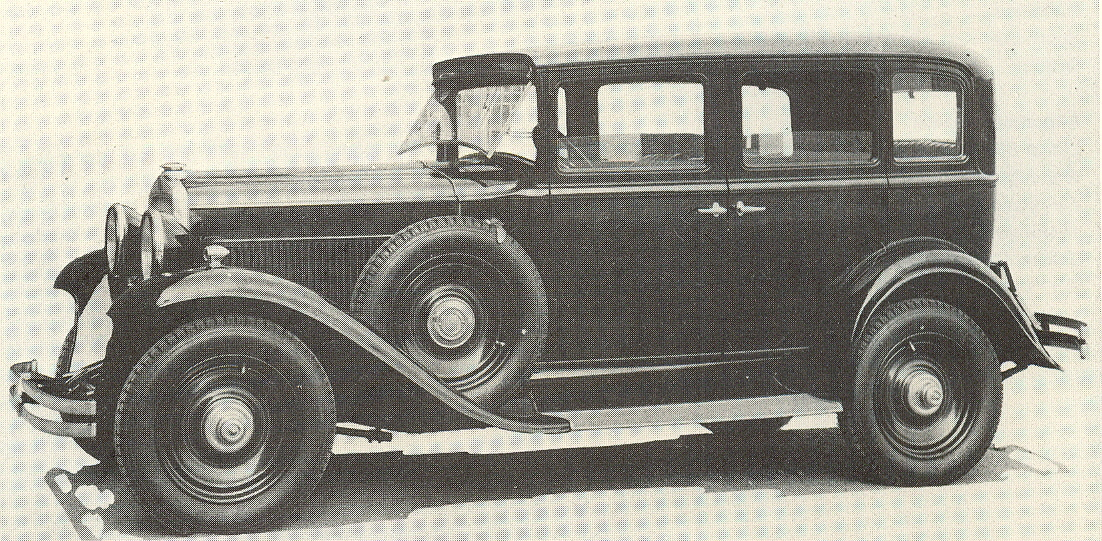
Fiat 522 C Sedan 1931